# Frieder Zaminer
Frieder Zaminer (* 31. Oktober 1927 in Brașov, Rumänien; † 1. August 2017 in Berlin) war ein deutscher Musikhistoriker.
Zaminer stammte aus der deutschsprachigen Minderheit der Siebenbürger Sachsen. Er wurde 1958 mit der Dissertation Der vatikanische Organum-Trakat (Ottob. lat. 3025): Untersuchungen zur Organum-Praxis des 12. und beginnenden 13. Jahrhunderts in Heidelberg promoviert und war von 1968 bis 1991 Leiter der Historischen Abteilung des Staatlichen Instituts für Musikforschung in West-Berlin.
Zaminer ist ebenso als Autor zahlreicher musikgeschichtlicher Abhandlungen bekannt wie als Herausgeber der Veröffentlichungen des Staatlichen Instituts für Musikforschung – Preußischer Kulturbesitz und als Herausgeber der Fachrichtung Musik in der Enzyklopädie Der Neue Pauly.